# Consolacion
Consolacion est une municipalité de la province de Cebu, au centre-est de l'île de Cebu, aux Philippines.

## Généralités
La municipalité participe à la Métropole de Cebu.
Elle est entourée des municipalités de Mandaue au sud, Liloan au nord, Cebu (ville) à l'ouest et de la Mer des Camotes à l'est.
Elle est administrativement constituée de 21 barangays (quartiers/districts/villages) :
- Cabangahan
- Cansaga
- Casili
- Danglag
- Garing
- Jugan
- Lamac
- Lanipga
- Nangka
- Panas
- Panoypoy
- Pitogo
- Poblacion Occidental
- Poblacion Oriental
- Polog
- Pulpogan
- Sacsac
- Tayud
- Tilhaong
- Tolotolo
- Tugbongan

Sa population en 2019 est d'environ 140 000 habitants.
Le Sarok Festival est un des importants événements locaux.